# Lake Shore (Minnesota)
Pour les articles homonymes, voir Lake Shore.
Lake Shore est une ville américaine située dans le Comté de Cass, dans le Minnesota. Selon le recensement de 2010, sa population est de 1 004 habitants.